# Reevesia orbicularis
Reevesia orbicularis är en malvaväxtart som beskrevs av Tardieu. Reevesia orbicularis ingår i släktet Reevesia och familjen malvaväxter. Inga underarter finns listade i Catalogue of Life.